# Ballet in Suriname
Ballet is in Suriname een dansvorm die sinds de jaren 1950 tot ontwikkeling kwam. De belangrijkste stijlen zijn klassiek ballet, moderne dans, jazzballet, folkloristisch ballet en de dogla-stijl.

## Geschiedenis
In 1952 werd door het Cultureel Centrum Suriname (CCS) een balletschool opgericht. Aanvankelijk stond de school onder leiding van balletdeskundigen die door Sticusa waren uitgezonden. Later werden zij opgevolgd door Surinaamse docenten die hun opleiding meestal in Nederland hadden gevolgd. De school werd bijgestaan door kunstenaars als Noni Lichtveld, Nola Hatterman, Trefossa en Eddy Snijders.
Na een koers van klassiek ballet in de eerste vier jaar, deden onder Maria Huisman de eerste Surinaamse elementen hun intrede. Zij bracht twee balletten in première: Sranang printjie boekoe en De rode paloeloe. Sinds het aantreden van Jeanette Reynierse-Miranda kende de school een Surinaamse leiding en nam de invloed van lokale dansvormen toe. Daarnaast kwam er plaats voor moderne dans en jazzballet. Arthur Leuden introduceerde vervolgens ook folkloristische dansen van Latijns-Amerikaanse oorsprong, zoals het ballet folklórico dat zijn oorsprong kende in Mexico. Vervolgens introduceerde Ilse-Marie Hajary in 1973 de door haarzelf ontwikkelde dogla-stijl.
In 1973 werd de balletschool door het CCS opgeheven, om daarmee ruimte te bieden aan zelfstandig werkende balletscholen. Medio jaren 1970 waren er bij de Surinaamse dans- en balletscholen rond de duizend leerlingen ingeschreven.

## Balletscholen

### Balletschool van het CCS
De Balletschool van het CCS werd in 1952 opgericht. In 1973 werd de school opgeheven, om de zelfstandige balletscholen in het land de kans te geven zichzelf verder te ontwikkelen. In de loop van haar geschiedenis, kende de balletschool van het CCS de volgende leiding:
- Cobie van der Hoeven (1952-?)
- Titia van Teeseling (?-1956)
- Maria Huisman (1956-1960)
- Lubberta Meursinge (1960-?)
- J. Velt-Henter Webb (?-1962)
- Jeanette Reynierse-Miranda (1962-1964/1965)
- Percy Muntslag (1964/1965-?)
- Gerda Zaandam
- Arthur Leuden
- Marlène Waggelmans-Lie A Ling

### Andere scholen
In 1973 werd in Suriname dans- en balletles gegeven aan de volgende scholen:
- Dansschool Arthur Leuden
- Balletschool Percy Muntslag, samen met Marlène Lie A Ling
- Balletschool Van Alen, samen met Charlotte Sprangers

Aan het begin van de jaren 2010, zijn in Suriname de volgende balletscholen actief:
- Marlène's Balletschool, gesticht door Marlène Lie A Ling
- Van Alen Balletschool, gesticht door Joop van Alen
- Charlotte's Balletschool, gesticht door Charlotte Sprangers

## Balletgezelschappen

### Nationaal Ballet Suriname
In 1978 werd het Nationaal Ballet Suriname opgericht. Het stond in vooral de eerste vijf oprichtingsjaren hoog aangeschreven. Het gezelschap werd na 1992 opgeheven.

### Marlène's Ballet Company
Marlène Lie A Ling richtte in 1986 Marlène's Ballet Company op met het doel om meer met het talent te doen uit Marlène's Balletschool. Meteen in het jaar van oprichting won het gezelschap een prijs tijdens het Fête de Cayenne in buurland Frans-Guyana en in 2012 won het de hoofdprijs voor choreografie op het 19e Festival Internacional de Dança Amazônia (FIDA) in Brazilië.